# حادثه زیردریاپیمای تایتان ۲۰۲۳
حادثهٔ زیردریاپیمای تایتان ۲۰۲۳ (انگلیسی: 2023 Titan submersible incident) در ۱۸ ژوئن ۲۰۲۳ زیردریاپیمای تایتان که آن را شرکت خصوصی آمریکایی اوشن‌گیت «OceanGate» اداره می‌کرد در آب‌های بین‌المللی در اقیانوس اطلس شمالی در سواحل نیوفاندلند، کانادا ناپدید شد. این شناور در یک سفر توریستی برای مشاهده لاشه کشتی غرق شده تایتانیک با پنج سرنشین بود. ارتباط با این شناور یک ساعت و ۴۵ دقیقه پس از شیرجهٔ آن به محل غرق شدن، با کشتی مادر قطع شد و مقامات نیز از ظاهر نشدن آن در زمان برنامه‌ریزی شده خود در آن روز خبر دادند. تخمین زده می‌شد که ذخایر هوای قابل تنفس چهار روزه این کشتی احتمالاً در صبح روز ۲۲ ژوئن ۲۰۲۳ به وقت محلی تمام شده‌است.
نهایتاً پس از ۸۰ ساعت جست‌وجو، نیروی دریایی ایالات متحده پس از یافتن قطعاتی متعلق به زیردریاپیما در ۴۸۸ متری از کمان تایتانیک گزارش داد که تایتان در اثر درون‌پاشی نابود شده و منجر به مرگ فوری همه سرنشینان آن شده‌است.
نگرانی‌هایی پیش از این در مورد ایمنی تایتان مطرح شده بود. مدیران OceanGate به دنبال صدور گواهینامه برای تایتان نبودند؛ با این استدلال که پروتکل‌های ایمنیِ بیش از حد، مانع نوآوری می‌شود.

## سرنشینان
- استاکتون راش، ۶۱ ساله، از بنیانگذاران اصلی آمریکایی شرکت اوشن‌گیت[۸]
- پل-آنری نارژوله، ۷۷ ساله، کارشناس فرانسوی کشتی تایتانیک[۹]
- همیش هاردینگ، ۵۸ ساله، کارآفرین و میلیاردر بریتانیایی هوانوردی
- شهزاده داوود، ۴۸ ساله، تاجر بریتانیایی-پاکستانی، پسر حسین داوود و مالک شرکت داوود هرکول<[۱۰]
- سلیمان داوود، ۱۹ ساله، پسر شهزاده داوود و کریستین داوود آلمانی[۱۱]

## ایمنی
از آنجا که «تایتان» در آب‌های بین‌المللی فعالیت می‌کرد، مشمول هیچ‌گونه مقررات ایمنی نبود و توسط هیچ آژانس نظارتی قابلیت دریانوردی آن تأیید نشده بود.

## تایتانیک
تایتانیک یک کشتی دریایی بریتانیایی بود که در ۱۵ آوریل ۱۹۱۲ در اقیانوس اطلس شمالی پس از برخورد با کوه یخ غرق شد. در این حادثه بیش از ۱۵۰۰ نفر جان خود را از دست دادند. این رویداد مرگبارترین غرق شدن یک کشتی تا آن زمان بود.در سال ۱۹۸۵، رابرت بالارد لاشه کشتی تایتانیک را در کف اقیانوس، در نزدیک به ۷۴۰ کیلومتر؛ (۴۶۰ مایل) از ساحل نیوفاندلند، در عمق حدود ۳۸۱۰ متری یافت.

## تایتان

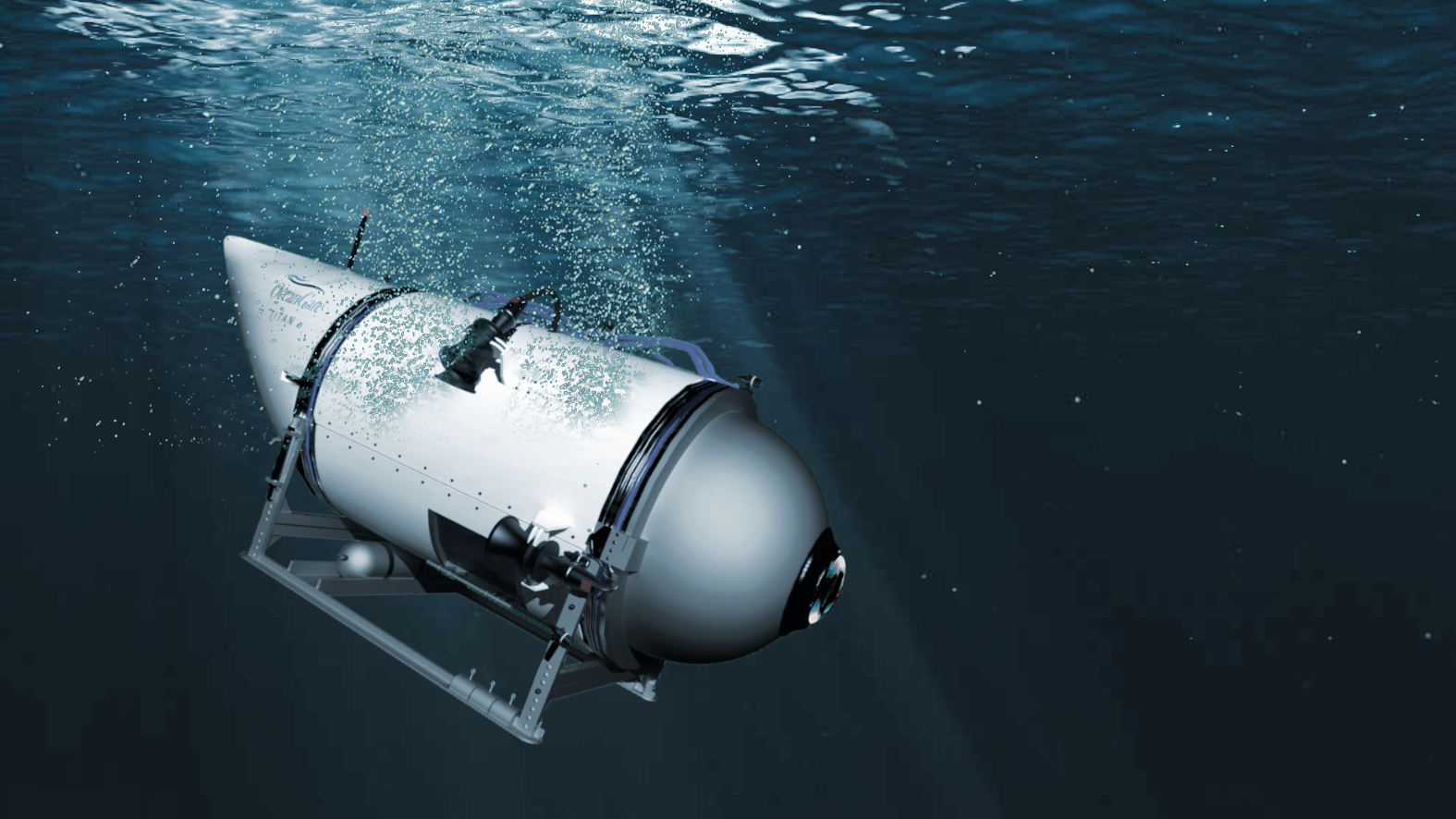
مدل‌سازی کامپیوتری سه‌بعدی تایتان در شروع شیرجه.

زیردریاپیمای ۶٫۷ متری ۱۰۴۳۲ کیلوگرمی تایتان با ظرفیت ۵ نفر، ساخته شده از پلیمر تقویت شده با الیاف کربن و تیتانیم بود.کل مخزن تحت فشار شامل دو نیمکره تیتانیومی، با قطر داخلی ۱۴۲ سانتی‌متر و طول ۲٫۴ متر که با فیبر کربن به هم متصل شده‌بودند. یکی از درپوش‌های انتهایی یک پنجره اکریلیک با قطر ۳۸۰ میلی‌متر (۱۵ اینچ) نصب شده بود.
در سال ۲۰۲۰، استاکتون راش گفت که بدنه تایتان، در ابتدا برای رسیدن به عمق ۴۰۰۰ متر زیر سطح دریا طراحی شده بود، پس از نشان دادن علائم خستگی چرخه‌ای، این رقم به عمق ۳۰۰۰ متر (۹۸۰۰ فوت) کاهش یافته بود. در سال ۲۰۲۰ و ۲۰۲۱، بدنه تعمیر یا بازسازی شد.راش به سردبیر هفته‌نامه سفر گفته بود که پلیمر تقویت شده با الیاف کربن با تخفیف از بوئینگ تهیه شده، زیرا این مواد برای استفاده در هواپیماهای این شرکت بسیار قدیمی بود. بوئینگ اظهار داشت که هیچ سابقه‌ای از فروش به راش یا اوشن گیت ندارد.